# Franklin Henry Giddings

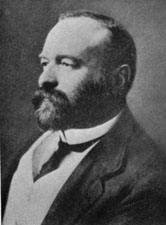
Franklin Henry Giddings

Franklin Henry Giddings (1855–1931) – amerykański socjolog. Przedstawiciel psychologizmu w socjologii amerykańskiej. Profesor Columbia University w Nowym Jorku. Giddings wprowadził metody statystyczne do socjologii.